# Бенджамін Чарльз Грюнберг
Бенджамін Чарльз Грюнберг (англ. Benjamin Charles Gruenberg; 15 серпня 1875, Новоселиця  Бессарабської губернії — 1 липня 1965, Нью-Йорк) — американський ботанік і педагог, відомий своїми роботами в галузі навчання дітей науковим дисциплінам і статевого виховання дитини.

## Біографія
Бенджамін Грюнберг народився в Новоселиці (тепер у Чернівецькій області  України) в 1875 році, в єврейській сім'ї. У восьмирічному віці разом з батьками, Джоном Грюнбергом і Шарлоттою Майберг, переїхав до Америки (1883) і оселився в Міннеаполісі. У 1896 рік у отримав ступінь бакалавра від хімії в Університеті Міннесоти, в 1908 році — ступінь магістра в Колумбійському університеті; у 1911 році захистив докторську дисертацію («Мікориза накораллоризах», PhD) при лабораторії фізіологічної хімії там же. У 1898—1902 роках працював  поляріскопістом в лабораторії Нью-Йоркського ботанічного саду, в 1907—1910 роках був директором Школи суспільствознавства Ренда (Rand School for Social Science), заснованої за рік до того. З 1908 року працював в Управлінні освітою Нью-Йорка (New York Board of Education).
Бенджамін Грюнберг організував перші відділи наукового і біологічної освіти в державних школах Нью-Йорка (середні школи DeWitt Clinton и Julia Richman), очолив організований ним Департамент наукової освіти Нью-Йорка і в 1919 році написав перший підручник біології для середніх шкіл (Elementary biology). У 1920—1922 роках керував педагогічною роботою Державного відділу охорони здоров'я (United States Public Health Services), під егідою якого організував першу програму статевого навчання школярів і опублікував ряд педагогічних розробок у цій галузі. Викладавши їх в Новій школі соціальних досліджень.
Дружина (з 1903 року) — Сідоні Мацнер Грюнберг (Sidonie Matzner Gruenberg, 1881—1974), педагог, автор книг для дітей і батьків, в тому числі написаних спільно з чоловіком.

## Книги
- Chemical Notes on Bastard Logwood (Хімічні нотатки про дикому  камшевому дереві, з William J. Gies). Bulletin of the Torrey Botanical Club, Volume 31. The New York Botanical Garden, 1904.
- What Is The Matter With Our Schools? (Що відбувається з нашими школами?) The Success, 1910.
- Elementary Biology: An Introduction to the Science of Life (Початкова біологія: введення в науку про життя). Ginn & Co, 1919.
- Outlines of child study: a manual for parents and teachers (Нариси дослідження дитини: керівництво для батьків і вчителів). Child Study Association of America. MacMillan Company, 1922.
- Parents and Sex Education: for parents of young children (Батьки і статеве виховання: для батьків маленьких дітей). The Viking Press, 1923 и 1932.
- Biology and Human Life (Біологія і життя людини). Ginn & Co, 1925.
- The Story of Evolution: Facts and Theories of the Development of Life (Оповідання про еволюцію: факти і теорії розвитку життя). Garden City Publishing, 1929.
- Sex Education (статеве виховання). Child Study Association of America, 1930.
- Science and the Public Mind (Наука і громадський розум). McGraw-Hill Book Company, 1935.
- Parents, Children and Money (Батьки, вчителі і гроші, з С. Мацнер Грюнберг). Viking Press, 1937.
- High School and Sex Education: A Manual of Suggestions on Education Related to Sex (Старшокласники та статеве виховання). Government Printing Office, 1939.
- Biology and Man (Біологія і людина). Ginn & Co, 1944.
- Your Breakfast and People Who Made It (Ваш сніданок і люди, які його виробили). Doubleday, 1954.
- The Wonderful Story of You: your body, your mind, your feelings (Чудова історія вас самих: ваше тіло, ваш розум, ваші почуття). Garden City Publishing, 1960.